# Dipawansa
Dipawansa, "Kronika Wyspy" w języku palijskim - najstarszy historyczny opis Sri Lanki. Kronika była opracowana w IV wieku.